# Мандрика Кость
Костянтин (Кость) Мандрика (*1889 — †після 1937) — український військово-морський діяч, за одними даними капітан 3 рангу, командир полку морської піхоти згодом начальник відділу Головної військово-морської Управи Військового міністерства УНР, за іншими — старший лейтенант, співробітник Морського міністерства УНР, представник Морського міністерства у 1-ому полку морської піхоти (1919 рік), начальник загальномуштрового відділу Головної військово-морської Управи Військового міністерства УНР (Головний морський штаб) — з 20 березня 1920 року по 1922 рік.
З подальшої долі відомо, що перебував в еміграції (з грудня 1919 року Військово-морська управа разом з іншими установами Військового міністерства УНР знаходилась на території Польщі), був ще живий станом на 1937 рік — разом з іншими чотирма останніми українськими військовими моряками. Кавалер Хреста Симона Петлюри за №104.